# Aragonesische Literatur
Die Aragonesische Literatur ist eine Regionalliteratur Spaniens in aragonesischer Sprache. Ihr Sprachraum von der französischen Grenze in den Pyrenäen bis Huesca und Saragossa zählt nur etwa 50.000 bis 60.000 Menschen mit passiven Sprachkenntnissen und noch weniger aktive Sprecher. Sie zerfällt zudem in mehrere lokale Varietäten mit teils wenigen hundert Sprechern. Wegen des großen Einflusses der kastilischen und katalanischen Nachbarsprachen haben die aragonesische Sprache und Literatur stets Probleme gehabt, ihre Identität zu wahren.

## Ursprünge
Das Aragonesische hat sich im hohen Mittelalter in Navarra und der Ebroregion später als andere Idiome aus dem Dialektkontinuum der iberoromanischen Sprachen heraus entwickelt und verbreitete sich mit der Reconquista und der Ausdehnung des Königreichs Aragon südwärts in Gebiete, in denen zuvor vermutlich vor allem baskische Idiome gesprochen wurden. Auch die Vereinigung Kataloniens mit dem Königreich Aragón im 12. Jahrhundert führte zu keiner Verschmelzung des Aragonesischen mit dem Katalanischen.
Das erste schriftliche Zeugnis des aragonesischen Idioms sind Glossen des 11. Jahrhunderts zu einem lateinischen Text aus dem 9. Jahrhundert. Hier finden sich bereits phonetische Merkmale und lexikalische Besonderheiten des späteren Aragonesischen (z. B. die Artikel o und a, Fortbestand der Endung -u). Der lateinische Text enthält auch Glossen in baskischer Sprache, was auf einen parallelen Gebrauch beider Sprachen in einem Zeitraum schließen lässt, in dem das romanisierte Latein nicht mehr allgemein verständlich war.

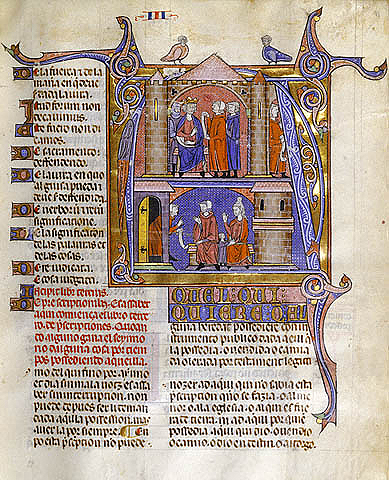
Vidal Mayor (Ende 13. Jahrhundert), aragonesische Version der Fueros d'Aragon

Seit dem 13. Jahrhundert wird dieses romanisierte „populäre“ Latein in allen Dokumenten durch das Aragonesische ersetzt. Jedoch findet sich bereits in frühen erbaulichen und epischen Texten eine Durchmischung mit kastilischen Vokabeln bis hin zur Dominanz kastilischer Züge (castellanismos) wie z. B. in Lo Libre dels Tres Reys d'Orient (ca. 1225/50)  oder in epischen Texten wie dem Cantar d'a Campana de Uesca über die legendenhafte Enthauptung der rebellischen aragonesischen Adligen durch Ramiro II. (der Mönch).
Am deutlichsten und reinsten ausgeprägt ist das Aragonesische im 13. Jahrhundert in der Prosa („Diez Mandamientos“, in der Gesetzessammlung Fueros d'Aragón Gesetzessammlung Jaime I. (des Eroberers) von 1247) oder im Liber regum um 1200, einer anonymen frühen Geschichtschronik Spaniens: Hier verliert sich der Einfluss des Kastilischen (castillanismo).

## Kurze Blüte als Kultursprache
Pero IV. (der Feierliche), König von 1336 bis 1387, förderte mit den Wissenschaften zugleich die aragonesische Sprache. Juan Ferrandez de Heredia, Großmeister des Johanniterordens von 1377 bis 1396, übersetzte verschiedene Werke, darunter die Lebensbeschreibungen Plutarchs, ins Aragonesische und machte es damit zu einer Sprache, die auch von Gebildeten verwendet wurde. Andere Übersetzungen von Chroniken wie der des Klosters von San Juan de la Peña ins Aragonesische oder die schriftliche Fassung der aragonesischen Krönungszeremonie stammen von Klerikern wie Johan de Balbastro und Johan de Tudela. Die zweite Hälfte des 14. Jahrhunderts war so das Goldene Zeitalter der mittelalterlichen aragonesischen Sprache. Doch mit Fernando I. von Trastamara wurde Aragonesisch als Kultursprache zunehmend vom Kastilischen verdrängt. Dieser Prozess war im 15. Jahrhundert abgeschlossen. Danach entstanden außer einige Gedichten kau noch Texte. Das Aragonesische verfiel zu einer Art ländlichem Dialekt.

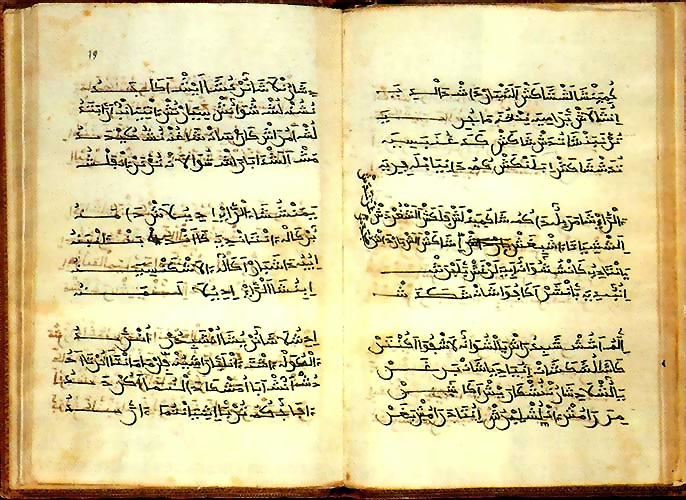
Manuskript B des Poema de Yuçuf

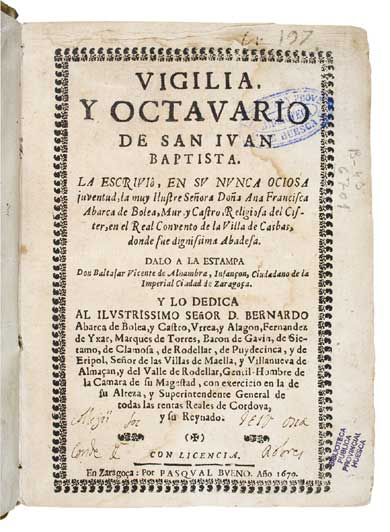
Vigil und Oktav des Heiligen Johannes des Täufers von Ana Francisca Abarca de Bolea (1679)

Jedoch existierte bis in das 16. Jahrhundert mit der Aljamiado-Literatur der Muslime und konvertierten Christen eine Literatur mit aragonesischen Sprachmerkmalen in arabischer Schrift, die für die meisten Christen nicht lesbar war. Die bedeutendste erhaltene Aljamiado-Schrift aus der Mudéjar-Epoche ist das Poema de Yúçuf (Gedicht auf Joseph, zwischen 14. und frühem 16. Jahrhundert).
Aus dem 17. Jahrhundert, das als dunkles Jahrhundert der aragonesischen Sprache gilt, ist u. a. eine Romanze von Matías Pradas, einem Vikar in Cariñena, bekannt, die 1650 anlässlich eines Wettbewerbs in Huesca (Uesca) veröffentlicht wurde. Auch Ana Francisca Abarca de Bolea schuf in dieser Zeit religiöse Gedichte, Andachtsbücher, Heiligenviten und überlieferte folkloristische Texte teils in aragonesischer Sprache. Ab dem 17. und 18. Jahrhundert sind Pastoradas überliefert, in denen zumindest die ungebildeten Hirtenknaben Aragonesisch sprechen, doch im frühen 18. Jahrhundert wurde Aragonesisch schließlich als Schulsprache verboten.

## Neuaragonesische Literatur
Das 19. und 20. Jahrhundert erlebte die Wiedergeburt der aragonesischen Literatur, aber ihr Charakter als Minderheitensprache ohne Standardisierung führte dazu, dass die Schriftsteller meist in ihrem je lokalen Dialekt schrieben. So verfasste Braulio Foz (1791–1865) eine ‘’Vida de Pedro Saputo’’ (1844) im Dialekt von Almudévar (Almudébar). Der Philologe und Übersetzer Domingo Miral y López (1872–1942) schrieb neben wissenschaftlichen Werken um die Jahrhundertwende auch Komödien im Dialekt des Valle de Hecho (Val d’echo). Hier ein Sprachbeispiel dieses Cheso-Dialekts:

„Como de lo Campo Santo / me despido d'esta casa; / porque la'speranza qu'heba / aquí la desho enterrada.

Wie vom Friedhof verabschiede ich mich von diesem Haus; denn die Hoffnung, die ich hatte, lasse ich hier begraben.“

Der polyglotte Humanist Bernabé Romeo y Belloc (1841–1916) war der erste Autor, der im östlichen Dialekt von Ribagorza, dem Ribagorzano, schrieb. Sein Werk wurde jedoch erst 2016 veröffentlicht. Auch der Autodidakt Cleto Torrodellas (1868–1938) bewegt sich mit seinen Werken im Dialekt von Ribagorza sprachlich im Grenzbereich zum Katalanischen.

## Seit 1977
Nach dem Ende der Diktatur wurden die Regionalsprachen wiederbelebt. Das Aragonesische wurde erstmals standardisiert. 1977 erschien die erste Grammatik. Dennoch wurden weiterhin die meisten Bücher in den lokalen Dialekten gedruckt. So schrieb Juana Coscujuela (Chuana Coscujuela, 1910–2000) ihre Kindheitserinnerungen im Dialekt des Somontano de Barbastro. Rosario Ustáriz Borra (1927–2009) schrieb ihre Gedichte in dem sehr speziellen Dialekt von des Tals von Cheso (Hecho). Nieus Luzía Dueso Lascorz (1930–2010) sammelte Erzählungen und Legenden aus dem Val de Chistau. Carmen Castán (* 1954) verwendet in ihren Romanen den Dialekt ihrer Heimat Ribagorza. Autoren wie Ricardo Mur Saura schreiben in einem Übergangsdialekt zur galicischen Sprache.
Später wuchs die Zahl der Schriftsteller und Dichter, die in der Standardsprache schreiben, darunter Francho Rodés (* 1960) und Chusé Raul Usón. Chusé Antón Santamaría Loriente (* 1950) ist ein erfolgreicher Kinderbuchautor.
Heute werden Wettbewerbe durchgeführt, die die literarische Kreativität in aragonesischer Sprache fördern sollen, darunter der um den Premio Literario Billa de Sietemo, den Literaturpreis des Valle de Hecho und den Erzählpreis Luis del Val. Der 2001 gestiftete Premio de las Letras Aragonesaswurde bisher nur für Schriftsteller, Drehbuchautoren, Historiker oder Literaturwissenschaftler Autoren der Region vergeben, die in spanischer oder katalanischer Sprache schreiben.